# Яновиці (Ленчицький повіт)
Яновиці (пол. Janowice) — село в Польщі, у гміні Пйонтек Ленчицького повіту Лодзинського воєводства.
Населення — 154 особи (2011).
У 1975-1998 роках село належало до Плоцького воєводства.

## Демографія
Демографічна структура станом на 31 березня 2011 року:
|          | Загалом | Допрацездатний вік | Працездатний вік | Постпрацездатний вік |
| -------- | ------- | ------------------ | ---------------- | -------------------- |
| Чоловіки | 79      | 25                 | 46               | 8                    |
| Жінки    | 75      | 18                 | 34               | 23                   |
| Разом    | 154     | 43                 | 80               | 31                   |